# Deanna Lockett
Deanna Lockett (née le 13 novembre 1995) est une patineuse de vitesse sur piste courte australienne qui a participé aux Jeux olympiques d'hiver de 2014,.

## Biographie
Lockett naît en 1995 à Sunnybank, en Australie, et commence à patiner au club local de Brisbane. Elle habite maintenant en Corée.
Son héros est le tennisman Roger Federer.

## Carrière

### Résultats Junior
En 2011, Lockett arrive quatorzième aux championnats du monde junior. En 2012, elle arrive en quinzième position. Elle remporte le bronze au 1 500 m aux championnats du monde junior de 2013, et arrive en 6e place au 500 m et 9e au 1 000 m. Ses résultats lui valent une quatrième place au classement général de la compétition.

### Débuts en Coupe du monde
Elle rate les quatre premières manches de la coupe du monde pendant la saison 2015-2016 en raison d'une maladie.
En 2017, elle arrive quatrième au 1 000 mètres à Dresde en Coupe du monde. Elle arrive 18e au classement général des championnats du monde.

### 2017-2018: saison olympique
La Coupe du monde de short-track 2016-2017, en quatre manches, fait office de qualifications pour le patinage de vitesse sur piste courte aux Jeux olympiques de 2018.
À la première manche de la Coupe du monde, à Budapest, elle remporte le bronze au 1 500 mètres. À la deuxième manche de la Coupe du monde, en octobre 2017 à Dordrecht, elle est disqualifiée en quarts de finale du 1 000 mètres pour avoir fait tomber la néerlandaise Suzanne Schulting et s'arrête à la 21e place. Elle arrive treizième au 1 500 mètres.
À la troisième et avant-dernière manche de la Coupe du monde, en novembre 2017 à Shanghai, elle arrive dixième au 1 500 mètres. Elle reçoit un penalty en demi-finale du 1 000 mètres, ce qui la place onzième du classement.

## Prix et récompenses
En 2010, elle reçoit le prix d'Athlète Junior de l'Année.
En 2016, elle est nommée Short-Trackeuse de l'année par l'association Australian Ice Racing.
Elle est porte-drapeau australienne lors de la cérémonie d'ouverture des Jeux asiatiques de 2017 à Sapporo.